# Dynastie des Wodeyar
La dynastie des Wodeyâr  - notée aussi Odeyâr - était une dynastie princière indienne qui régna sur l'État de Mysore de 1399 à 1947.

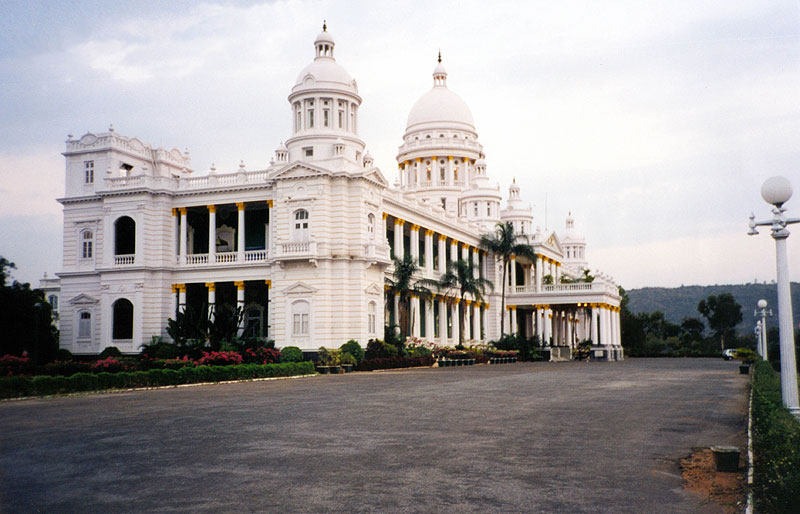
Le palais des Wodeyâr à Mysore

## Les origines
Les fondateurs de la dynastie de Wodeyâr sont deux frères, Vijaya et Krishna, originaires de Dvârakâ dans le Gujarat. Ils s'installent dans la région d'Ashtagram dans le Mysore durant le XIVe siècle. Tout d'abord, vassaux du royaume de Vijayanâgara, Vijaya et Krishna occupent deux forteresses de la région de Hadana. Au XVIe siècle, Hiriya Bettada Chamarâja III transmet la forteresse de Puragarh à un de ses trois fils, Appana Timmarâja II qui nomme l'endroit Mahishasura, un nom qui sera transformé en Maisûr (Mysore) aujourd'hui Mysuru dans l'état du Karnataka.

## L'expansion
Le Vijayanâgara se désagrège en 1565 sous les assauts des sultanats du Deccan. La vacance du pouvoir dans la région est utilisée à son profit par le râja Wodeyar, qui règne sur Mysore de 1578 à 1617. Lui comme ses successeurs agrandissent considérablement le territoire du royaume.
À Raja Wodeyâr succède, de 1617 à 1637, son petit-fils Wodeyâr Chamorâja, puis Kântirâya Narasa qui règne de 1637 à 1659, se rend indépendant du Vijayanâgara et s'empare de Trichy dans le Tamil Nadu. Vient ensuite Dodda Devarâya, régnant de 1659 à 1672, qui bat les Nayaks de Madurai, de Tanjore et de Gingee.
La dynastie atteint sa apogée sous Chikka Devarâya qui règne de 1672 à 1704 et qui devient roi de Vijayanâgara. Il est assisté par deux ministres compétents, Tirumalârya et Chikkupâdhyâya. Il réforme l'administration du royaume en le divisant en 18 départements, appelés châvadi, met en place un système juste de taxation et, par son mécénat, patronne des auteurs en kannada et télougou. Chikka Devarâya transfère la capitale de Mysore à Seringapatam, une île au milieu du fleuve Kâverî qui offre une bonne protection contre des attaques militaires.

## L'épisode de Haidar Alî et Tipû Sâhib
L'hégémonie de la dynastie Wodeyâr est interrompue, au cours du XVIIIe siècle par l'épisode de Haidar Alî et Tipû Sâhib. Haidar Alî  est un soldat ordinaire qui sort du rang pour devenir le chef de l'armée de Mysore, puis s'emparer de pratiquement tout le pouvoir dans la principauté. Sous son règne, les Wodeyâr deviennent des marionnettes, mais Haidar Alî, peut-être par superstition, ne s'empare jamais formellement du pouvoir princier. Cet obstacle est franchi par son fils, Tipû Sâhib, appelé aussi Tipû Sultân mais connu aussi sous le nom de Sher-e-Maisûr, le tigre de Mysore, qui monte sur le trône et règne de 1782 jusqu'à sa mort au combat devant les Britanniques en 1799.

## Durant leRaj britannique

La bannière des Wodeyâr

Tipû Sâhib, alliés des Français, est défait par les Britanniques à Seringapatam en 1799 et la dynastie Wodeyâr est rétablie sur le trône en la personne de Mummadi Krishnarâja Wodeyâr III, le fils âgé de cinq ans du dernier maharaja régnant. Une régence dirigée par le Dewan se met en place jusqu'en 1810, année où Krishnarâja monte effectivement sur le trône. Cependant, à partir de 1831, les régents britanniques vont avoir la charge effective du pouvoir et ceci durant cinquante ans, le pouvoir retournant dans les mains de la dynastie Wodeyâr en 1881, le Mysore devenant alors le premier état hindou en importance de l'empire des Indes.
Les princes, libérés des conflits permanents qui occupaient leur règne, se consacrent désormais au mécénat et Mysore devient un centre culturel important de Karnataka, permettant à un certain nombre de musiciens, d'auteurs et de peintres célèbres, comme Râja Ravi Varmâ, de s'épanouir. Le dernier prince de la dynastie Odeyâr est Jayachamorâjendra qui règne de 1940 jusqu'à l'indépendance de l'Inde.
Durant les soixante-dix années qui précèdent l'indépendance, Mysore est considéré comme un état modèle. Le mahârâja Sri Sri Jayachamorâjendra signe l'acte de réunion avec la république indienne le 9 août avec effet à partir du 15 août 1947. Sa réputation est si bonne qu'il sert durant vingt ans comme gouverneur de Mysore puis de Madras.

## Les Wodeyâr de Mysore
- 1399 - 1423 : Vijayarâja

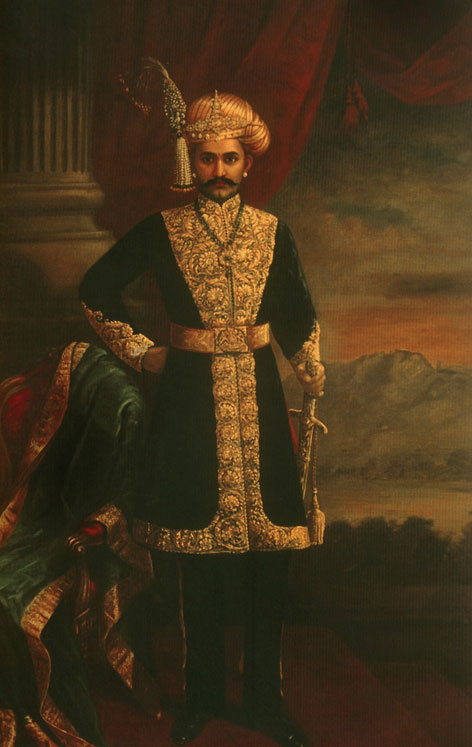
Chamarajendra Wodeyâr

- 1423 - 1459 : Hiriya Bettada Chamarâja I
- 1459 - 1478 : Thimmarâja I
- 1478 - 1513 : Hiriya Chamarâja II
- 1513 - 1553 : Hiriya bettada Chamarâja III
- 1553 - 1572 : Timmarâja II
- 1572 - 1576 : Bola Chamarâja IV
- 1576 - 1577 : Bettada Devarâja
- 1577 - 1617 : Râja Wodeyâr
- 1617 - 1637 : Chamarâja V
- 1637 - 1638 : Immadirâja
- 1638 - 1659 : Narasarâja
- 1659 - 1671 : Kempadevarâja
- 1671 - 1673 : Dodda Devarâja
- 1673 - 1704 : Chikka Devarâja
- 1704 - 1714 : Mukarasurâja
- 1714 - 1731 : Krishnarâja I
- 1731 - 1734 : Chamarâja VI
- 1734 - 1766 : Krishnarâja II
- 1766 - 1771 : Nanjarâja
- 1771 - 1776 : Bettada Chamarâja VII
- 1766 - 1796 : Khasa Chamarâja VIII

Occupation marathe : 1783-1786 régent puis Padshâh 1786-1799 : Tipû Sâhib
- 1799 - 1868 : Krishnarâja III
- 1868 - 1895 : Chamarajendra IX
- 1895 - 1902 : Mahârâni Kempananjammanni Vani Vilasa Sannidhana (régente)
- 1902 - 1940 : Krishnarâja IV
- 1940 - 1947 : Jayachamorâjendra Wodeyâr, occupe les fonctions de Rajpramukh de l'État de Mysore 1947 - 1956), puis celle de Gouverneur l'État de Mysore (1956 - 1964) et de Madras (1964-1966)

Chef de la famille royale de Mysore (titre non officiel de Maharaja de Mysore)
- 1971 - 1974 : Jayachamorâjendra Wodeyâr
- 1975 - 2013 : Srikantadatta Narasimharaja Wodeyâr
- Depuis 2015 : Yaduveer Krishnadatta Chamaraja Wodeyâr

## Galerie

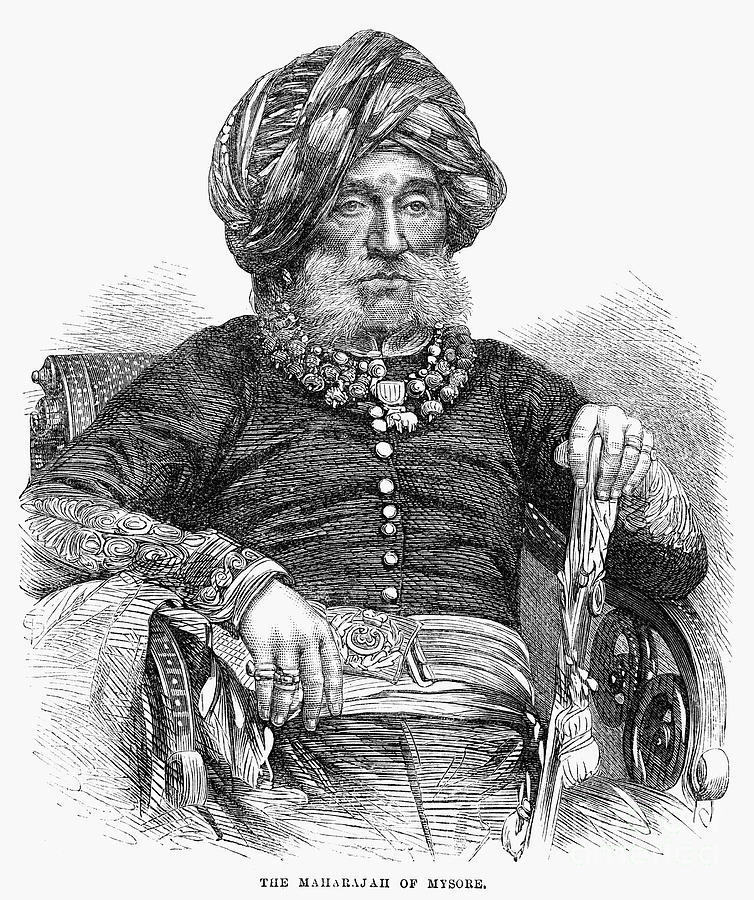
Krishnaraja III
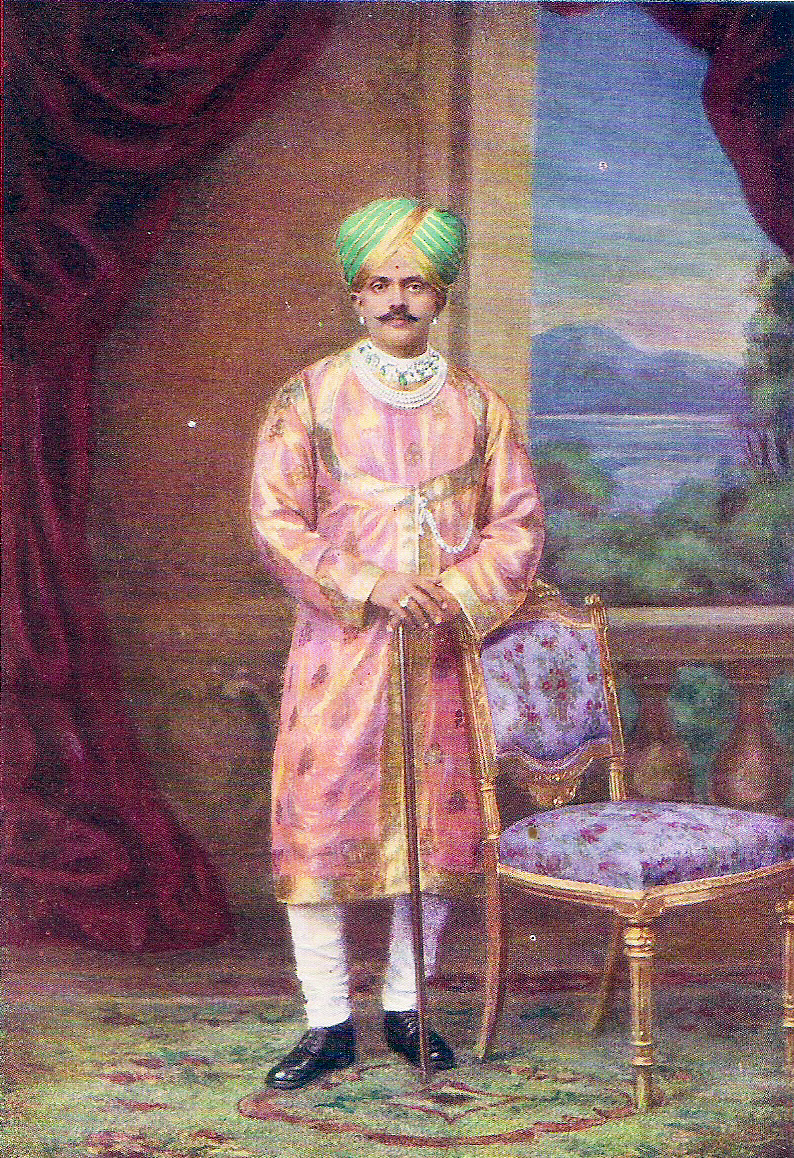
Krishnaraja IV
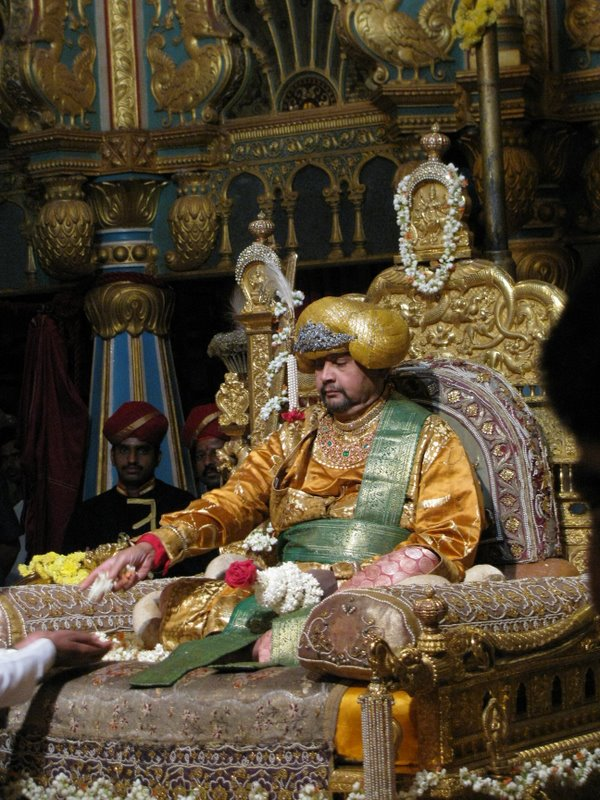
Srikantadatta Narasimharaja
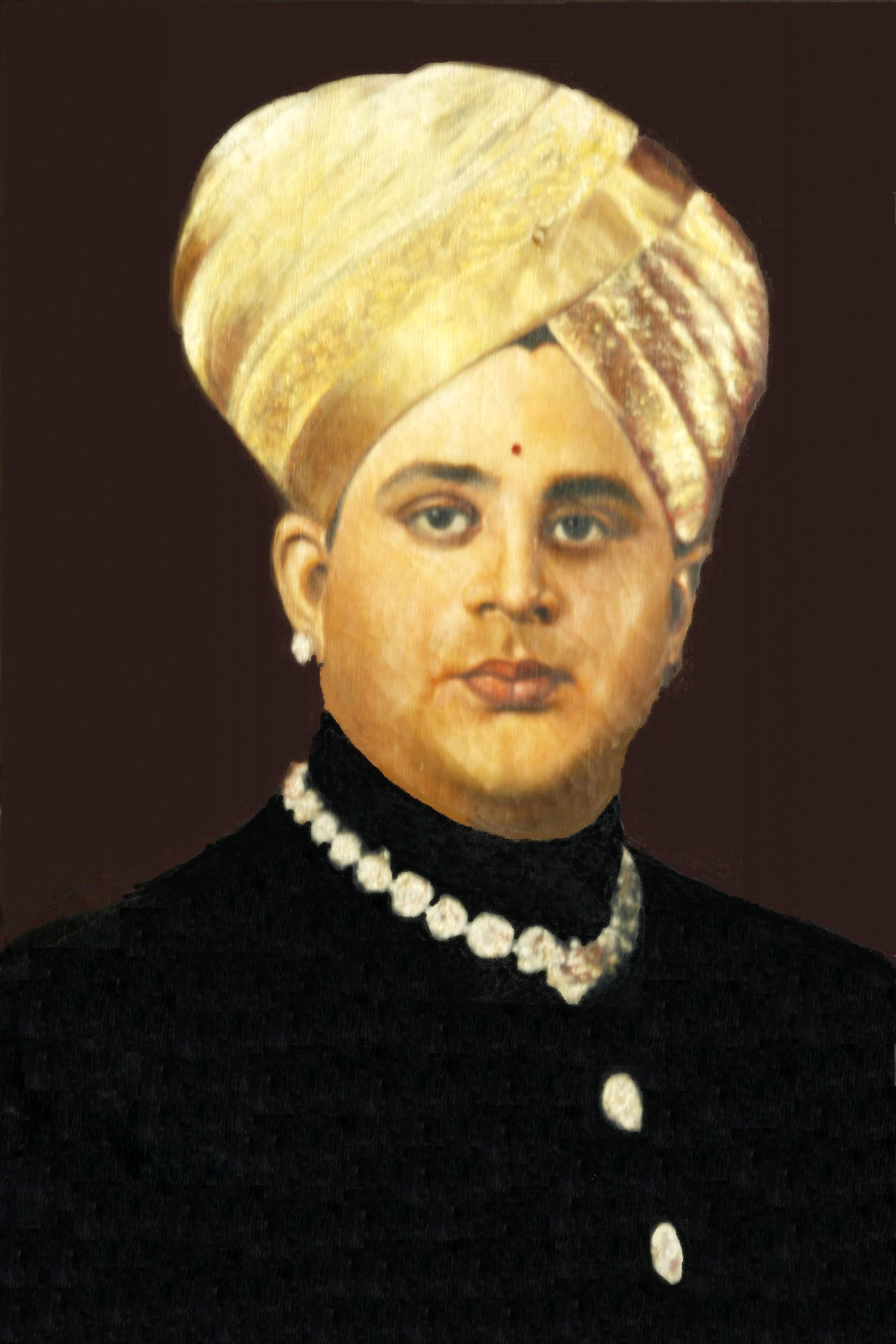
Jayachamorâjendra
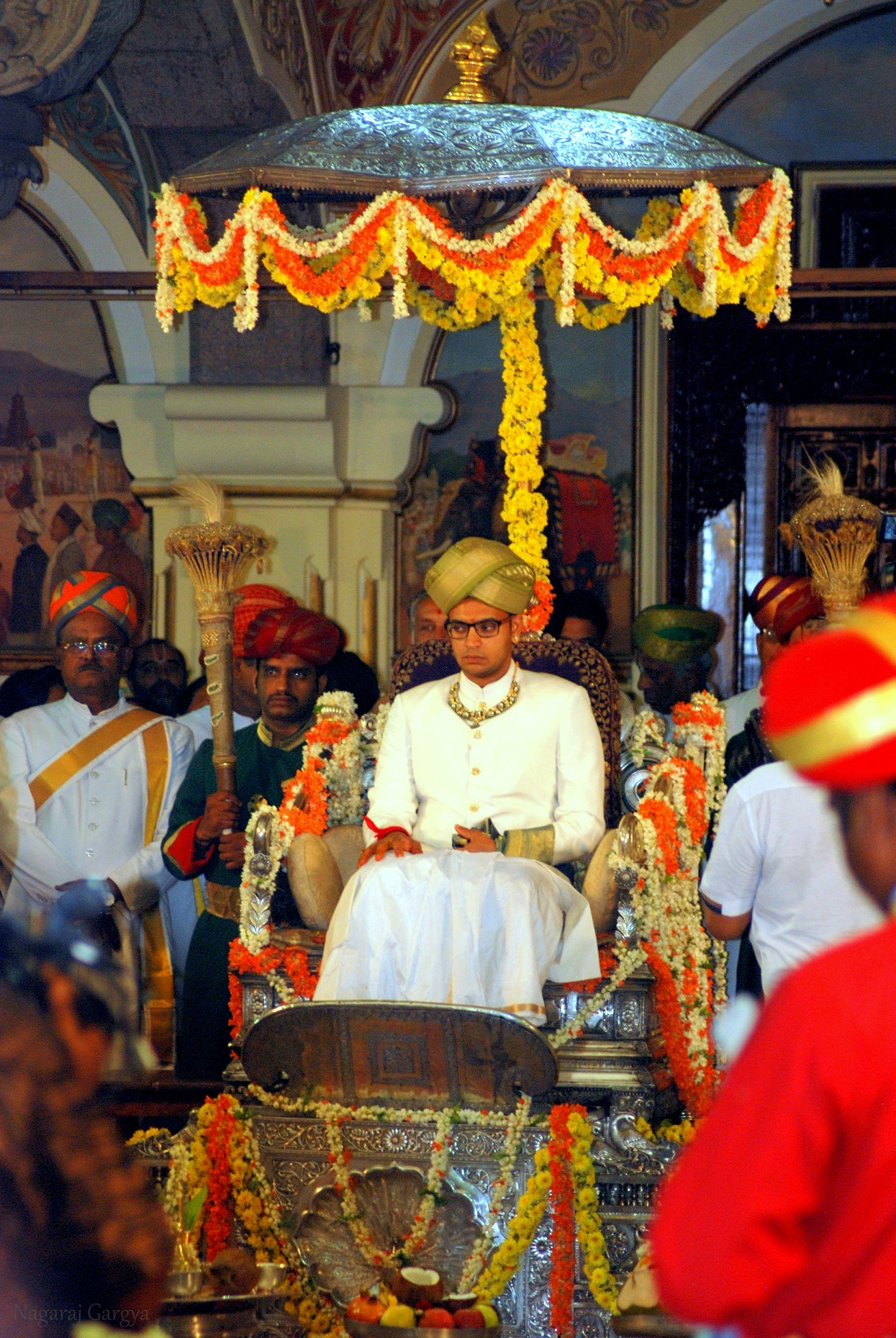
Yaduveer Krishnadatta Chamaraja

## Source
- Louis Frédéric, Dictionnaire de la civilisation indienne, Robert Laffont, 1987, 1276 p. (ISBN 2-221-01258-5)